# 26 октября
26 октября — 299-й день года (300-й в високосные годы) по григорианскому календарю.
До конца года остаётся 66 дней.
До 15 октября 1582 года — 26 октября по юлианскому календарю, с 15 октября 1582 года — 26 октября по григорианскому календарю.
В XX и XXI веках соответствует 13 октября по юлианскому календарю.

## Праздники и памятные дни

### Национальные
- Австрия — День принятия парламентом страны Закона о постоянном нейтралитете Австрии (национальный праздник)
- Науру — Ангамов день.

### Религиозные
Православие
 — Празднование Иверской иконы Божией Матери (принесение в Москву в 1648 году);
 — память мучеников Карпа, епископа Фиатирского, Папилы диакона, Агафодора и мученицы Агафоники (около 251 года);
 — память священномучеников Иннокентия Кикина и Николая Ермолова, пресвитеров (1937 год);
 — память преподобного Вениамина Печерского, в Дальних пещерах (XIV век);
— память преподобного Димитрия Цилибинского;
 — память мученика Флорентия Солунянина (I—II века);
 — память мученика Вениамина диакона (421—424 годы);
 — память преподобного Никиты исповедника, Константинопольского (около 838 года);
 — память святителя Мелетия (Пигаса), патриарха Александрийского (1601 год);
 — воспоминание чуда великомученицы Златы (Хрисы) в Скопье (1912 год);
 — обретение мощей священномученика Фаддея (Успенского), архиепископа Тверского и Кашинского (1993 год);
 — празднование Седмиезерной иконы Божией Матери (XVII век).

## События

### До XIX века
- 1377 — в монастыре Милешевы коронован Стефан Твртко, приняв титул короля сербов, Боснии и побережья.
- 1497 — Стефан Великий отразил польское вторжение Яна Ольбрахта в Молдову в битве в Козминском лесу.
- 1597 — Имдинская война: Адмирал Ли Сунсин всего с 13 кораблями разгромил японский флот из более чем 100 судов в битве при Мённян.
- 1774 — Первый Континентальный конгресс пригласил Канаду и Новую Шотландию присоединиться к США.
- 1777 — французский драматург П. Бомарше представил правительству Франции проект декларации о признании независимости США.
- 1794 — в ходе Восстания Костюшко произошёл Бой у Кобылки, закончившийся победой российских войск.
- 1795 — Великая французская революция: упразднён Национальный конвент, начало Директории.

### XIX век
- 1810 — США аннексировали Западную Флориду.
- 1824 — в Москве официально открылся Малый театр.
- 1856 — открылась железная дорога Монреаль — Торонто.
- 1861 — немецкий изобретатель Филипп Рейс во Франкфурте продемонстрировал своё изобретение, которое он назвал телефоном.
- 1863 — в Лондоне основана Английская футбольная ассоциация — первый в мире футбольный союз.
- 1864 — во Франции и Англии Н. А. Телешову выдан патент на проект пассажирского самолёта с паровым двигателем и воздушным винтом.
- 1892 — спущен на воду исследовательский корабль Ф. Нансена «Фрам».
- 1896 — заключён Аддис-Абебский мирный договор Италии с Эфиопией.
- 1898 — спектаклем-трагедией А. К. Толстого «Царь Фёдор Иоаннович» был открыт Московский Художественный общедоступный театр.
- 1900 — в Нью-Йорке открыта первая линия метрополитена[источник не указан 758 дней].

### XX век
- 1905
  - Делегаты от стачечных комитетов создали в Санкт-Петербурге первый Совет.
  - Оскар II отказался от норвежского престола.
  - Швеция и Норвегия расторгли союз.
- 1909 — Ан Чунгын застрелил в Харбине Ито Хиробуми.
- 1930 — в Ленинграде состоялась премьера балета Дмитрия Шостаковича «Золотой век».
- 1932 — Иосиф Сталин назвал писателей «инженерами человеческих душ».
- 1938 — фирма DuPont разработала новый синтетический материал — нейлон.
- 1939 — Народное Собрание Западной Украины провозгласило установление в крае советской власти.
- 1944 — Вторая мировая война: победой США завершилось сражение в заливе Лейте
- 1950 — мать Тереза организует Миссию Милосердия в Калькутте.
- 1954 — Франция и Западная Германия подписывают Соглашение об экономическом и культурном сотрудничестве.
- 1955 — в Южном Вьетнаме провозглашается республика во главе с Нго Динь Зьемом.
- 1956 — образовано Международное агентство по атомной энергии (МАГАТЭ).
- 1959 — в Пакистане вводится демократическая форма правления.
- 1962
  - Группа The Beatles записывает песни Please Please Me и Ask Me Why.
  - Правительства Великобритании и Франции подписали соглашение о совместном создании сверхзвукового пассажирского самолёта — «Конкорд».
  - Никита Хрущёв и Джон Ф. Кеннеди договорились о возврате советских кораблей, везущих на Кубу ракеты.
- 1963
  - США производят ядерный взрыв на полигоне в Неваде.
  - Хрущёв заявляет о том, что СССР не будет соревноваться с США в том, кто первым высадит человека на Луну.
- 1965 — в Букингемском дворце участникам группы The Beatles вручаются ордена Британской империи «за выдающийся вклад в дело процветания Великобритании».
- 1968 — старт космического корабля «Союз-3», пилотируемого Георгием Береговым.
- 1969 — правящая партия Португалии завоевала все места в Национальном собрании.
- 1972 — в Северном Вьетнаме опубликован текст Соглашения с США о прекращении боевых действий.
- 1976
  - Первый полёт предсерийного Як-42 на Смоленском авиазаводе.
  - Постановление ЦК КПСС и СМ СССР «О мерах по дальнейшему развитию производства, расширению ассортимента, повышению качества рыбной продукции и по улучшению торговли рыбными товарами» (по одной из версий, именно тогда были введены «рыбные четверги» в общепите).
  - Тринидад и Тобаго становятся республикой.
- 1978 — Всемирная организация здравоохранения объявляет о том, что вирус оспы уничтожен в природе.
- 1979 — президент Южной Кореи Пак Чон Хи убит агентами секретной службы.
- 1980 — лондонский марш протеста в рамках кампании за ядерное разоружение собирает 50 тыс. участников.
- 1984
  - в ночь на 26 октября при невыясненных до сих пор обстоятельствах погиб немецкий инженер Гюнтер Штолль.
  - премьера боевика Джеймса Кэмерона «Терминатор», первого фильма франшизы.
- 1988 — у берегов Аляски советскими ледоколами освобождены из ледового плена 2 кита.
- 1989
  - Катастрофа Ан-26 под Петропавловском-Камчатским. Погибли 37 человек — крупнейшая авиакатастрофа в истории Камчатки.
  - Найджел Лоусон уходит в отставку с поста министра финансов Великобритании.
- 1990 — указом президента СССР Михаила Горбачёва введён коммерческий курс рубля к иностранным валютам.
- 1991 — большинство населения на референдуме проголосовало за независимость Туркменистана.
- 1994 — Хусейн I и Ицхак Рабин подписывают Израильско-иорданский мирный договор, завершив 46-летний конфликт.
- 1995
  - президент России Борис Ельцин в очередной раз госпитализирован.
  - основатель фундаменталистского террористического движения «Палестинский исламский джихад» Фатхи Шкаки убит на Мальте агентами «Моссада».
- 1997 — Мария Владимировна Миронова играет в своём последнем спектакле.
- 1999 — по предложению английского премьер-министра Тони Блэра лорды, заседающие в верхней палате парламента по праву рождения, проголосовали за отмену этого права, уничтожив тем самым одну из основ британского парламентаризма — право лордов на наследование кресла, существовавшее почти 800 лет.
- 2000
  - Австралийская алмазная компания начала продажу бриллиантов через Интернет.
  - Астрономы из университета Корнелли в Нью-Йорке объявили об открытии ими четырёх новых спутников Сатурна.

### XXI век
- 2001 — президент США Джордж Буш-мл. подписал «Патриотический акт».
- 2002 — теракт на Дубровке: штурм театрального центра спецназом для освобождения заложников. Погибло не менее 130 человек, включая 10 детей.
- 2009 — катастрофа самолёта ВАe-125-800 авиакомпании «С-Эйр», совершавшего чартер из Москвы в Минск. Погибли 5 человек[10].
- 2012 — выпуск операционной системы Windows 8.
- 2015 — землетрясение в Афганистане и Пакистане магнитудой 7,5; сотни погибших[11].
- 2021 — взрывы в жилых домах в Балтийске, Калининградская область[12], и в Видном, Московская область[13].

## Родились

### До XIX века
- 1645 — Арент де Гелдер (ум. 1727), голландский живописец.
- 1685 — Доменико Скарлатти (ум. 1757), итальянский композитор и клавесинист, создатель сонатного аллегро.
- 1750 — князь Николай Юсупов (ум. 1831), русский дипломат, коллекционер и меценат.
- 1757 — Генрих Фридрих Штейн (ум. 1831), прусский юрист, государственный и политический деятель, барон.
- 1759 — Жорж Жак Дантон (казнён в 1794), французский революционер, один из отцов-основателей Первой французской республики.
- 1797 — Джудитта Паста (ум. 1865), итальянская оперная певица (сопрано).
- 1800 — Хельмут фон Мольтке Старший (ум. 1891), граф, генерал-фельдмаршал, военный теоретик, один из основателей Германской империи.

### XIX век
- 1804 — графиня Дарья Фикельмон (ум. 1863), хозяйка петербургского салона, внучка фельдмаршала Кутузова.
- 1819 — Мейр Гольдшмидт (ум. 1887), датский беллетрист, драматург и журналист, бытописатель датского еврейства.
- 1842 — Василий Верещагин (погиб в 1904), русский художник-баталист («Апофеоз войны», «Двери Тамерлана» и др.).
- 1853 — Дмитрий Лихачёв (ум. 1908), русский военный инженер, генерал-майор, начальник инженеров крепости Карс.
- 1862 — Александр Гучков (ум. 1936), российский политик, председатель III Государственной думы, член Госсовета, лидер партии «Союз 17 октября».
- 1873 — Николай Андреев (ум. 1932), русский советский скульптор и график, автор памятников Н. В. Гоголю, А. И. Герцену и Н. П. Огареву в Москве.
- 1880
  - Андрей Белый (наст. имя Борис Бугаев; ум. 1934), русский советский писатель и поэт-символист, критик, стиховед.
  - Дмитрий Карбышев (убит в 1945), русский советский инженер-фортификатор, генерал-лейтенант, Герой Советского Союза.
- 1881 — Луи Бастьен (ум. 1963), французский велогонщик, олимпийский чемпион (1900).
- 1886 — Григорий Петров (ум. 1957), русский советский химик-технолог, профессор.
- 1887 — Леонид Рамзин (ум. 1948), русский советский учёный-теплотехник.
- 1888 — Фёдор Аристов (ум. 1932), русский советский историк, этнограф, литературовед, переводчик.

### XX век
- 1901 — Бенедикт Норд (наст. фамилия Левин; ум. 1965), театральный режиссёр, профессор ГИТИСа, народный артист Украины.
- 1904
  - Андрей Аргунов (ум. 1938), святой Русской православной церкви, новомученик.
  - Николай Духов (ум. 1964), конструктор советской бронетехники, ядерного и термоядерного оружия, трижды Герой Социалистического Труда.
  - Борис Хайкин (ум. 1978), дирижёр, педагог, народный артист СССР.
- 1908
  - Мигель Отеро Сильва (ум. 1985), венесуэльский поэт, писатель-романист и публицист.
  - Борис Смирнов (ум. 1982), актёр театра и кино, народный артист СССР.
- 1911 — Махалия Джексон (ум. 1972), американская негритянская певица.
- 1912 — Дон Сигел (ум. 1991), американский кинорежиссёр и продюсер.
- 1913 — Чарлз Дэйли Барнет (ум. 1991), американский джазовый саксофонист и дирижёр.
- 1914 — Джеки Куган (ум. 1984), американский киноактёр, первый ребёнок — звезда Голливуда.
- 1916 — Франсуа Миттеран (ум. 1996), французский политик-социалист, 21-й президент Франции (1981—1995).
- 1919 — Мохаммед Реза Пехлеви (ум. 1980), 35-й и последний шах Ирана (1941—1979) из династии Пехлеви.
- 1925 — Владимир Железников (ум. 2015), русский советский детский писатель («Каждый мечтает о собаке», «Чучело» и др.).
- 1926 — Владимир Кашпур (ум. 2009), актёр театра и кино, народный артист РСФСР (фильмы: «Баллада о солдате», «В начале славных дел», «Батальоны просят огня», «Холодное лето 53-го» и др.).
- 1931 — Игорь Масленников (ум. 2022), советский и российский кинорежиссёр, сценарист, продюсер, народный артист РСФСР.
- 1934 — Натан Злотников (ум. 2006), советский и российский поэт, переводчик.
- 1936 — Этелька Кенез Хека (ум. 2024), венгерская певица, поэтесса, писательница.
- 1942
  - Милтон Насименту, бразильский композитор и певец.
  - Боб Хоскинс (ум. 2014), английский актёр, кинорежиссёр, сценарист, лауреат премии «Золотой глобус» и др. наград.
- 1945 — Андрей Кокошин, российский политолог, академик, депутат Госдумы 3-го, 4-го и 5-го созывов.
- 1947
  - Хиллари Клинтон, американский политик, сенатор, супруга 42-го президента США Билла Клинтона.
  - Вячеслав Криштофович, советский и украинский кинорежиссёр и сценарист.
  - Ольга Матешко, советская и украинская актриса театра и кино.
- 1954
  - Николай Алёхин (ум. 2023), советский фехтовальщик на саблях, чемпион мира и Олимпийских игр.
  - Ди Дабл-ю Моффетт, американский актёр.
- 1955 — Стивен Керн Робинсон, американский астронавт.
- 1959 — Эво Моралес, боливийский политик, президент Боливии (2006—2019).
- 1962 — Кэри Элвес, английский актёр кино и телевидения, продюсер.
- 1964 — Элизабета Липэ, румынская спортсменка, 5-кратная олимпийская чемпионка по академической гребле.
- 1967 — Кит Урбан, австралийский кантри-певец, композитор и гитарист.
- 1973 — Сет Макфарлейн, американский актёр, продюсер, сценарист, режиссёр.
- 1974 — Александр Хинштейн, российский журналист и политик.
- 1978 — Си Эм Панк (наст. имя Филлип Джек Брукс), американский профессиональный рестлер, 7-й бесспорный чемпион WWE.
- 1980 — Кристиан Киву, румынский футболист.
- 1981 — Анна Жёлудь (настоящее имя Анна Андреевна Желудковская;  ум. 2025), российская художница.
- 1982 — Ульриш Робери, французский фехтовальщик-шпажист, олимпийский чемпион (2008).
- 1983 — Дмитрий Сычёв, российский футболист.
- 1984 — Джефферсон Фарфан, перуанский футболист.
- 1985 — Монта Эллис, американский баскетболист.
- 1990 — Илка Штухец, словенская горнолыжница, двукратная чемпионка мира.
- 1994
  - Элли Деберри, американская актриса.
  - Мэттью Хадсон-Смит, британский бегун, многократный чемпион Европы.
- 1996 — Ханне Десмет, бельгийская шорт-трекистка, призёр Олимпийских игр (2022).

## Скончались

### До XX века
- 1440 — казнён Жиль де Ре (р. 1404), французский маршал, обвинённый в массовых детоубийствах и колдовстве.
- 1610 — Франческо Ванни (р. 1563), итальянский художник и гравёр.
- 1764 — Уильям Хогарт (p. 1697), английский живописец, иллюстратор, гравёр.
- 1852 — Винченцо Джоберти (р. 1801), итальянский проповедник, философ, политик и публицист, автор идеи объединения Италии.
- 1854 — Екатерина Трубецкая (р. 1800), княгиня, жена декабриста С. П. Трубецкого, последовавшая за ним в Сибирь.
- 1890 — Карло Коллоди (р. 1826), итальянский писатель и журналист.

### XX век
- 1905 — Виктор Борисов-Мусатов (р. 1870), русский художник-символист.
- 1906 — Владимир Спасович (р. 1829), российский юрист и правовед, польский публицист и критик, общественный деятель.
- 1908
  - Сергей Коровин (р. 1858), русский живописец, график, брат художника К. Коровина.
  - Александр Ленский (урожд. Александр Вервициотти; р. 1847), российский актёр, театральный режиссёр и педагог.
- 1909 — Ито Хиробуми (р. 1841), японский политический и государственный деятель, первый премьер-министр Японии.
- 1911 — Владимир Лугинин (р. 1834), русский физикохимик, основатель первой в России термохимической лаборатории.
- 1917 — князь Михаил Волконский (р. 1860), русский писатель и драматург, надворный советник.
- 1918 — Сезар Риц (р. 1850), швейцарский отельер, основатель сети фешенебельных отелей «Риц».
- 1923 — Чарлз Протеус Штейнмец (р. 1865), американский электротехник немецкого происхождения.
- 1930 — Владимир Хавкин (р. 1860), швейцарский бактериолог и иммунолог российского происхождения, создатель первых вакцин против чумы и холеры.
- 1941 — погиб Аркадий Гайдар (наст. фамилия Голиков; р. 1904), советский детский писатель, сценарист, журналист, военный корреспондент.
- 1945 — Алексей Крылов (р. 1863), русский советский кораблестроитель, механик, математик, академик, Герой Социалистического Труда.
- 1952 — Хэтти Макдэниел (р. 1895), американская киноактриса, первой из чернокожих артистов удостоенная премии «Оскар» (1940, за роль в фильме «Унесённые ветром»).
- 1957 — Герти Тереза Кори (урожд. Герти Тереза Радниц; р. 1896), австрийско-американская женщина-биохимик, лауреат Нобелевской премии по физиологии или медицине (1947).
- 1964 — Агнес Мигель (р. 1879), немецкая поэтесса и прозаик.
- 1971 — Михаил Шапиро (р. 1908), советский кинорежиссёр и сценарист.
- 1972 — Игорь Сикорский (р. 1889), авиаконструктор, создатель первых русских самолётов и первых американских вертолётов.
- 1973 — Семён Будённый (р. 1883), советский военачальник, герой Гражданской войны, один из первых Маршалов Советского Союза.
- 1979 — убит Пак Чон Хи (р. 1917), генерал, президент Республики Корея (1963—1979).
- 1980 — Вениамин Радомысленский (р. 1910), советский театровед и театральный педагог.
- 1991 — Рубен Агамирзян (р. 1922), театральный актёр и режиссёр, педагог, народный артист СССР.
- 1994 — Владлен Бахнов (р. 1924), советский поэт, журналист, сценарист, драматург.

### XXI век
- 2001 — Пётр Проскурин (р. 1928), русский советский писатель, Герой Социалистического Труда.
- 2003
  - Элем Климов (р. 1933), советский кинорежиссёр и сценарист, народный артист РФ.
  - Леонид Филатов (р. 1946), советский и российский актёр театра и кино, кинорежиссёр, писатель, телеведущий, народный артист РФ.
- 2007
  - Михаил Жарковский (р. 1919), советский актёр театра и кино.
  - Александр Феклисов (р. 1914), советский разведчик, в 1940-е гг. добывавший в США информацию об атомном оружии.
- 2011 — Ярополк Лапшин (р. 1920), кинорежиссёр, народный артист РСФСР.
- 2018 — Николай Караченцов (р. 1944), актёр театра и кино, народный артист РСФСР.
- 2021 — Ро Дэ У (р. 1932), президент Республики Корея (1988—1993).

## Приметы
Агафон. День Иверской иконы Божией Матери.
- Банное обиходье: в этот день в бани приносили разные целебные травы и гнали из больных падучую[14].
- В старину на полке протопленной бани оставляли настои из целебных трав, дабы они там пропрели[15].